# 加須市コミュニティバス

加須市コミュニティバス「かぞ絆号」循環バスの専用車両
日野・ポンチョ（2ドアロングボディ）
朝日自動車加須営業所所属

加須市コミュニティバス（かぞしコミュニティバス）は、埼玉県加須市が運行するコミュニティバスである。1995年4月3日に運行開始。運行開始時は東武鉄道直営時代の東武バス（加須営業所）が運行を受託していた。当初は「加須地域循環バス」として合併前の旧加須市域内を運賃無料で運行していた。
2000年3月をもって東武バス加須営業所は閉所し、同年4月より朝日自動車加須営業所へ路線が移管された。2012年10月より有償運行へ移行し、「循環バス」「シャトルバス」「デマンド型乗合タクシー」の3体系による運行系統・体制へと変更され、従来運行されていた運賃無料の旧「加須地域循環バス」の運行系統は廃止された。その際に愛称「かぞ絆号
」が付されたが、愛称「かぞ絆号」は3体系全体に付けられたものである。
循環バス、シャトルバス、デマンド型乗合タクシー南エリアは朝日自動車加須営業所が、デマンド型乗合タクシー北エリアは加須タクシー、デマンド型乗合タクシー中エリアは加須タクシーと騎西タクシーが、それぞれ運行を受託している。

## 概要
循環バス、シャトルバス、デマンド型乗合タクシーとも、運行日は平日・土曜日。日曜日と年末年始は運休となる。

### 運賃
- デマンド型乗合タクシー：300円均一
- シャトルバス：200円均一
- 循環バス：100円均一

## 現行路線

### デマンド型乗合タクシー
いわゆるデマンドバス。利用には市民による事前登録および予約が必要。北エリア（北川辺地区）、中エリア（加須地区北部・大利根地区）、南エリア（加須地区南部・騎西地区）の3エリアに分かれ、（隣接するエリアに所在する特定施設を除き）各エリアを跨いで利用する場合には乗り継ぎ場所として指定されている加須駅・花崎駅・道の駅童謡のふる里おおとねでの乗り換えが必要である。中エリアは大利根地区に隣接する栗橋駅西口（久喜市）も利用地域に含まれる。デマンド型乗合タクシー同士の乗り継ぎの場合は乗車1回とみなし、1回分の運賃となる。

### シャトルバス
北川辺地区を巡回し、大利根地区・加須地区を結ぶ。運行コースは上記デマンドタクシーとの乗り換え利便性を意識して設定されている。2022年4月に路線が再編され、北川辺地区を巡回ののち道の駅童謡のふる里おおとねを経由して加須市街方面へ向かう経路となり、大利根総合支所や加須未来館方面、加須駅から騎西地区方面のルートは利用実績や既存の路線バスとの重複などから廃止された。同年6月には加須駅南口から済生会加須病院まで延伸した。
- シャトルバス[3]：新古河駅西口 - 柳生駅 - 北川辺総合支所 - 道の駅童謡のふる里おおとね - 樋遣川十字路 - 加須市役所 - 加須駅南口 - 済生会加須病院

### 循環バス
旧加須市内のうち加須駅・花崎駅周辺に、県道加須鴻巣線を境に設定された西循環コース・東循環コースの2コースが8の字を描くように通し運行される。2012年までの加須市役所を運行拠点とした東循環・北循環・西循環コースによる運行体系が見直され、運行が開始された。
- 西循環コース[2]：加須駅南口 - いなほの湯 - 愛宕 - 市民プラザかぞ前 - 加須駅南口
- 東循環コース[2]：加須駅南口 - 下高柳一丁目 - 花崎駅南口・北口 - 南篠塚 - 市民プラザかぞ前 - 加須駅南口

## 旧「加須地域循環バス」
2012年10月以前は、加須市内のコミュニティバスは、加須地域循環バスとして、いわゆる平成の大合併以前の旧加須市地域内を循環コースで運行されていた。2012年10月に運行路線・体制が見直された際に全系統が廃止、再編された。路線再編前は、運賃無料で、日曜日・年末年始・5月3日が運休日となっていた。
- 東循環南コース
  - 加須市役所 - 会の川親水公園前 - 久下二丁目 - 下高柳一丁目 - 水深公民館入口 - 花崎駅南口 - 平成国際大学入口 - 割目 - 常泉 - 加須駅南口 - 加須市役所

- 東循環北コース
  - 加須市役所 - JA加須中央支店前 - 南篠塚 - 花崎駅北口 - 東岡 - 川口三丁目 - 鳩山町 - 花崎駅南口 - 下高柳一丁目 - 高畑 - 加須駅南口 - JA加須中央支店前 - 加須市役所

- 北循環コース
  - 加須市役所 - 多門寺集会所 - 三分野 - 加須未来館前 - 前田 - 桶遣川小学校前 - 戸川北 - 不動尊前 - いなほの湯 - 加須駅南口 - 会の川親水公園前 - 加須市役所

- 西循環コース
  - 加須市役所 - 羽黒山神社東 - 加須警察署前 - 岡古井南 - 上手 - 不動尊前 - 加須駅南口 - いなほの湯 - 志多見公民館前 - 川面 - 志多見十字路 - 愛宕 - 会の川親水公園前 - 加須市役所